# Blooddrunk
Blooddrunk è il sesto album in studio del gruppo musicale finlandese Children of Bodom, pubblicato nell'aprile 2008 dalla Spinefarm Records.

## Descrizione
L'album contiene nove tracce, tra le quali una nuova versione del singolo Tie My Rope. Dal punto di vista stilistico, il gruppo continua il percorso tracciato con i precedenti album Hate Crew Deathroll e Are You Dead Yet?, riducendo ancor più le influenze melodiche e power metal e basando le canzoni su riff più veloci e pesanti, avvicinando maggiormente le proprie sonorità al thrash e al groove metal.
Dell'album è stata pubblicata anche un'edizione digipack con incluso un DVD contenente canzoni mixate in 5.1 Surround, il video di Blooddrunk (prodotto dalla Katapult Filmproduktion e girato nelle ex caserme della Wehrmacht di Krampnitz), un segmento making-of-the-video, e una photo gallery. Nelle varie edizioni sono state incluse diverse tracce come le cover di Ghost Riders in the Sky di Stan Jones, Lookin' Out My Back Door dei Creedence Clearwater Revival, Just Dropped In di Kenny Rogers e Silent Scream degli Slayer.

## Tracce
1. Hellhounds on My Trail - 3:58
2. Blooddrunk - 4:05
3. LoBodomy - 4:24
4. One Day You Will Cry - 4:05
5. Smile Pretty for the Devil - 3:54
6. Tie My Rope - 4:14
7. Done with Everything, Die for Nothing - 3:29
8. Banned from Heaven - 5:05
9. Roadkill Morning - 3:32

Tracce bonus
1. Ghost Riders in the Sky - 3:49 (edizioni digipack e limitata britannica)
2. Lookin' Out My Back Door - 02:08 (edizione limitata britannica)
3. Just Dropped In - 02:38 (edizione giapponese)
4. Silent Scream - 03:19 (edizione limitata rossa britannica)

DVD bonus nell'edizione digipack
1. Blooddrunk (video)
2. Making of the Video
3. Hellhounds on My Trail (Surround Sound)
4. Blooddrunk (Surround Sound)
5. LoBodomy (Surround Sound)
6. One Day You Will Cry (Surround Sound)
7. Smile Pretty for the Devil (Surround Sound)
8. Tie My Rope (Surround Sound)
9. Done with Everything, Die for Nothing (Surround Sound)
10. Banned from Heaven (Surround Sound)
11. Roadkill Morning (Surround Sound)
12. Photo Gallery

## Formazione
- Alexi Laiho – voce, chitarra
- Roope Latvala – chitarra
- Jaska W. Raatikainen – batteria
- Henkka T. Blacksmith – basso
- Janne Wirman – tastiera